# Wijit Suksompong
Wijit Suksompong, född 19 maj 1946, är en thailändsk bågskytt. Han deltog vid olympiska sommarspelen 1976.